# Comalies
Comalies è il terzo album in studio del gruppo musicale italiano Lacuna Coil, pubblicato il 29 ottobre 2002 dalla Century Media Records.

## Tracce
Testi di Cristina Scabbia e Andrea Ferro, musiche di Marco Coti Zelati, Cristiano "Pizza" Migliore, Marco "Maus" Biazzi e Cristiano "Criz" Mozzati.
1. Swamped – 4:00
2. Heaven's a Lie – 4:46
3. Daylight Dancer – 3:50
4. Humane – 4:12
5. Self Deception – 3:31
6. Aeon – 1:56
7. Tight Rope – 4:15
8. The Ghost Woman and the Hunter – 4:09
9. Unspoken – 3:37
10. Entwined – 3:59
11. The Prophet Said – 4:32
12. Angel's Punishment – 3:56
13. Comalies – 5:01

Traccia bonus nell'edizione tedesca
1. Lost Lullaby – 5:00

CD bonus nella riedizione del 2004
1. Heaven's a Lie (Radio Edit) – 4:54
2. Swamped (Radio Edit) – 3:49
3. Heaven's a Lie (Acoustic) – 4:12
4. Swamped (Acoustic) – 3:40
5. Unspoken (Acoustic) – 3:39
6. Senzafine (Acoustic) – 3:31
7. Heaven's a Lie (Live at "WAAF") – 4:01
8. Senzafine (Live at "WAAF") – 3:15
9. Aeon (Live at "WAAF") – 1:58

## Formazione
Gruppo
- Cristina Scabbia – voce
- Andrea Ferro – voce
- Marco Coti Zelati – basso
- Marco Emanuele Biazzi – chitarra
- Cristiano Migliore – chitarra
- Cristiano Mozzati – batteria

Produzione
- Waldemar Sorychta – produzione
- Lacuna Coil – produzione
- Doralba Picerno – fotografia
- Thomas Ewerhard – copertina

## Classifiche
| Classifica (2002) | Posizione massima |
| ----------------- | ----------------- |
| Francia           | 69                |
| Germania          | 45                |
| Stati Uniti       | 127               |